# Polanów (gromada)
Polanów – dawna gromada, czyli najmniejsza jednostka podziału terytorialnego Polskiej Rzeczypospolitej Ludowej w latach 1954–1972.
Gromady, z gromadzkimi radami narodowymi (GRN) jako organami władzy najniższego stopnia na wsi, funkcjonowały od reformy reorganizującej administrację wiejską przeprowadzonej jesienią 1954 do momentu ich zniesienia z dniem 1 stycznia 1973, tym samym wypierając organizację gminną w latach 1954–1972.
Gromadę Polanów z siedzibą GRN w mieście Polanowie (nie wchodzącym w jej skład) utworzono – jako jedną z 8759 gromad na obszarze Polski – w powiecie sławieńskim w woj. koszalińskim na mocy uchwały nr 43/54 WRN w Koszalinie z dnia 5 października 1954. W skład jednostki weszły obszary dotychczasowych gromad Wielin, Warblewo, Jacinki, Rosocha i Wietrzno ze zniesionej gminy Polanów w tymże powiecie. Dla gromady ustalono 9 członków gromadzkiej rady narodowej.
1 stycznia 1958 do gromady Polanów włączono obszar zniesionej gromady Bukowo (oprócz wsi Sowno, Laski Pomorskie, Komorowo i Bożenice) w tymże powiecie.
1 stycznia 1969 do gromady Polanów włączono tereny o łącznej powierzchni 3433,98 ha z miasta Polanów w tymże powiecie.
31 grudnia 1971 do gromady Polanów włączono obszar zniesionej gromady Żydowo w tymże powiecie.
Gromada przetrwała do końca 1972 roku, czyli do kolejnej reformy gminnej. 1 stycznia 1973 w powiecie sławieńskim reaktywowano gminę Polanów.